# Eburodacrys bilineata
Eburodacrys bilineata är en skalbaggsart som beskrevs av Joly 1992. Eburodacrys bilineata ingår i släktet Eburodacrys och familjen långhorningar.
Artens utbredningsområde är Venezuela. Inga underarter finns listade i Catalogue of Life.